# 喬爾諾澤姆 (謝苗諾夫卡區)
52°15′48″N 32°29′50″E / 52.26333°N 32.49722°E
喬爾諾澤姆（烏克蘭語：Чорнозем），是烏克蘭北部的村莊，隸屬切爾尼希夫州的諾夫霍羅德-錫韋爾斯基區。該村面積0.21平方公里，海拔高度146米，2001年人口63，人口密度每平方公里300人。